# Gossypium longicalyx
Gossypium longicalyx là một loài thực vật có hoa trong họ Cẩm quỳ. Loài này được J.B.Hutch. & B.J.S.Lee mô tả khoa học đầu tiên năm 1958.